# Малык-Извор (Хасковская область)
Малык-Извор (болг. Малък извор) — село в Болгарии. Находится в Хасковской области, входит в общину Стамболово. Население составляет 352 человека.

## Политическая ситуация
В местном кметстве Малык-Извор, в состав которого входит Малык-Извор, должность кмета (старосты) исполняет Георги Латунов Илиев (Национальное движение «Симеон Второй» (НДСВ)) по результатам выборов правления кметства.
Кмет (мэр) общины Стамболово — Гюнер Фариз Сербест (Движение за права и свободы (ДПС)) по результатам выборов в правление общины.